# Bevahites
Bevahites – rodzaj głowonogów z wymarłej podgromady amonitów.
Żył w okresie kredy (santon - kampan).